# 寶瓶星號
寶瓶星號（英語：SuperStar Aquarius）是麗星郵輪旗下的一艘豪華郵輪，巴哈馬籍，於2007年加入麗星郵輪船隊。並於2022年4月退出麗星郵輪船隊，現已出售到報廢廠ALANG，現正等待報廢。

## 服務歷史
- 2007年，寶瓶星號加入麗星郵輪船隊。
- 2011年11月，寶瓶星號中國三亞母港首航。
- 2012年11月，開始第二季三亞母港航次。
- 2013年11月，寶瓶星號逢周日會由沙巴亞庇出發，前往汶萊穆阿拉與砂拉越民都魯。[1]
- 2014年11月，開始沙巴亞庇至菲律賓巴拉望島公主港航次。[2]
- 2020年2月初，適逢全球爆發2019新型冠狀病毒疫情期間，2月4日啟航的郵輪先後被中華民國政府與日本政府拒絕停靠，最後於2月8日得以在臺灣基隆港外進行6－8小時之檢疫，確認無任何一人確診後便靠港入境。
- 2022年4月，寶瓶星號已出售到報廢廠，正等待拆解及報廢。

## 2019新型冠狀病毒疫情事件
根據2020年2月8日中央流行疫情指揮中心於21：00召開的記者會，船上的遊客及船員對COVID-19的檢驗結果皆呈陰性反應，無人感染。
2/4：
從基隆港出發
2/5
海上航行
2/6：
14:00 船隻遭日方拒絕
流行疫情指揮中心宣布國際郵輪禁止停靠我國港口
18:00 折返那霸
衛福部考量船內有很多台灣遊客，允許靠基隆港
20:00 返回台灣
因為有29名非台灣籍無法入境，"我們要回家"影片公布
2/7
0.00 轉向那霸
遭日本拒絕，在日本近海打轉
8.00
在海上繞行18個小時
寶瓶星號依然可以回來，但是如果有一人陽性，就須全船隔離14天
寶瓶星號原定這天16:00回到基隆，之後居家檢疫14天。
延到2/8 13:00 基隆 西3旅客碼頭
2/8
11:30 靠岸
初步發燒檢驗通過
採驗128人（41明據大陸旅遊史、29外籍旅客、有發燒者、旅遊史不明者），檢體送驗「昆陽實驗室」，預計21:00公布結果
無人陽性，全部人員下船
台灣歌手劉明峰自願在船上自我檢疫14天
2/9
在公海漂流
2/10
因為漂流時費用支出過高，所以再次進到基隆港，啟動非營運模式
2/11
在花蓮有一間游泳池，有會員向游泳池檢舉說有一個寶瓶星號的遊客到這裡游泳，業者宣布2/11－3/31自行封館

## 姊妹船
- 雙子星號（於2012年12月28日投入服務）。

## 外部連結
- 麗星郵輪寶瓶星號網頁 （页面存档备份，存于）
- 麗星郵輪寶瓶星號船位圖